# 후지코 후지오
후지코 후지오(일본어: 藤子不二雄)는 일본의 만화가 유닛으로 본명 후지모토 히로시(필명-후지코 F. 후지오)와 본명 아비코 모토오(필명-후지코 후지오 Ⓐ)의 공동 필명이다. 1951년에 콤비를 결성, 아시즈카 후지오 등의 명의를 걸쳐 1954년부터 콤비가 해체된 1987년까지 사용했다.
콤비 결성 때부터 오랫동안 2명이 생각하고 그림을 그려 왔지만 서로의 작풍에 변화가 생긴 뒤부터는 각자 별도로 작품을 집필하고 각각이 공통의 "후지코 후지오" 명의로 발표하였다.
콤비 해체 후에는 별도로 필명을 자칭(후지모토 → 후지코 F. 후지오, 아비코 → 후지코 후지오 Ⓐ), 콤비 해체 이전 작품의 대부분이 각각의 명의로 변경되었다.
대표작은 오바케의 Q 타로(공작), 도라에몽(후지코), 파만(후지코), 꾸러기 닌자 토리(아비코), 몬스터왕자 몽짱(아비코) 등 다수.

## 프로필
- 후지코 F. 후지오(藤子・F・不二雄, 본명은 후지모토 히로시(藤本 弘)[2], 1933년 12월 1일 ~ 1996년 9월 23일[2], O형[2]). 도야마 현 다카오카시 출생.[2] 덧붙여서 콤비 해체 이후 약 1년 정도는 후지코 후지오 Ⓕ(일본어: 藤子不二雄Ⓕ)로 표기했다.[2] 사무소는 후지코 F. 후지오 프로(통칭 후지코프로). 본인의 자화상은 베레모에 장신, 파이프를 물고 있는 인물로 그려진다.
- 후지코 후지오 Ⓐ(藤子 不二雄Ⓐ, 본명은 아비코 모토오(安孫子 素雄), 1934년 3월 10일[2]-, A형[2]. 사무소는 후지코 스튜디오. 본인의 자화상은 조금 굵고 짧은 안경을 쓴 인물로 그려진다.

## 경력

### 다카오카 시대
1944년(쇼와 19년) 9월에 아비코가 후지모토가 있는 다카오카시립 죠즈가 국민학교 (현 초등학교)로 전학 오고 같은 반이 되었다. 아비코는 쉬는 시간에 노트에 만화를 그렸는데 그것을 본 후지모토가 말을 건 것으로 두 사람은 사이가 좋아지고 언제나 함께 놀았다고 한다. 그러나 만화를 그리고 있는 것은 "부끄럽다"라고 하는 다른 동급생들은 은폐하였다.
중학교 2학년 때 테즈카 오사무의 "새로운 보물섬"에 충격과 큰 영향을 받고 만화가를 지망했다(이 때의 큰 충격은 저서 "망가미치"에서도 크게 거론된다). 그 무렵 손재주 좋은 후지모토가 반사환등기를 제작했다. 그것을 사용한 만화 "천공광"을 공동으로 그린 것이 최초의 합작이다. 그림 연극상적인 느낌으로 동네 아이들에게 읽어줬다고 한다. 또한 같은 시기에 만화, 소설을 비롯해 광고까지 모두 손이라는 잡지의 패러디 "작은 태양"을 제작했다.
중학교부터 고등학교까지 "만화 소년"을 비롯한 잡지 연재를 시작했다. 처음에는 각각 단독으로 게시하였지만 입선 점수는 후지모토가 더 좋고 아비코는 굴욕감과 질투에 시달리기도 했었다. 그러나 합작을 시작하면서 후지모토가 재능을 발굴해도 아비코는 그러한 심리적 굴절이 없어졌다. 고등학교 2학년부터는 완전히 합작으로 전환, 일반 우편 저금 계좌를 만들고 원고료를 관리하게 되었다. 돈 관리는 후지모토가 하였다. 그곳에서 돈을 인출해서 함께 영화를 감상할 수 있게 되었다. 이를 계기로 후지코 후지오 명의로 작품을 그려냈지만 개런티는 2개로 분할하는 스타일이 콤비가 해소될 때까지 관철되었다.
그들은 데즈카 오사무의 것을 존중해 데즈카에게 편지를 썼는데 "확고한 터치에서 미래가 기대됩니다."라고 데즈카에게 친필의 엽서를 받았다. 이것은 점점 그들을 만화가가 되게 해주었다. 당시 두 사람은 데즈카 오사무의 모사만 하고 있어 만화 내용도 데즈카 터치이다.
1951년(쇼와 26년)에 『마이니치 초등학생 신문』에 편지와 4컷 만화를 보낸다. 편지의 내용은 "우리들은 도야마의 고등학생입니다. 데즈카 오사무 선생님의 열렬한 팬으로 마아장의 일기로부터의 애독자입니다. 지금 오사무 선생님의 연재 만화가 실려있지 않기 때문에 대신에 우리들의 만화를 연재해 주세요."라는 것이었다. 그리고 한달이 지나고 "천사의 타마짱"은 게재된, 사실상의 데뷔작이 된다(또한 망가미치에 게재된 천사의 타마짱은 원래의 것이 아니라 아비코가 리메이크 한 것이다). 또한 이것으로 두 사람이 만화를 그리고 있는 것이 선생님이나 다른 동급생들에게도 널리 알려졌다.
같은 해 두 사람은 고등학교를 졸업하고 취직하기로 했지만 만화가의 꿈을 포기하지 않고 봄방학을 이용하여 다카라즈카의 데즈카 오사무네 집에 방문했다. 그리고 두 사람이 쓴 만화(『벤 · 하』)를 데즈카에게 보낸다. 데즈카는 그 때 "응, 잘하네."라는 말을 걸어 그 자리를 피했지만 내심은 너무나 능숙함에 충격을 기억, "엄청한 아이들이 나타났다......"라며 놀라워했다. 이 때 두사람이 보여준 만화를 데즈카는 일생 소중히 보관했다. 아비코는 데즈카와 처음 만났을때의 에피소드로 "너무 기운이 대단해서 빛나보였다."고 라디오 방송에서 말했다. 또한 두 사람은 당시 좋아했던 데즈카의 "다가올 세상"의 생원고를 보여달라고 감격한다. 그러나 그 원고는 1300페이지도 있어 두 사람이 알고 있는 내용이 아니었다. 데즈카가 "아, 그건 몰서한 원고야."라고 말했고, 두 사람은 "데즈카 선생님은 700페이지도 몰서로 만화를 그릴 것인가!"라고 놀랐다고 한다.

### 스튜디오 제로와 오바Q
1963년(쇼와 38년), 스즈키 신이치·이시노모리 쇼타로·쓰노다 지로와 애니메이션 스튜디오인 '스튜디오 제로'를 결성.
1964년에 후지코 후지오의 2명과 스튜디오 제로 잡지부에 의해 그려진 『오바케의 Q 타로』가 대히트(연재는 "주간 소년 선데이" 1964년 6호부터 동호 발매가 1월 22일, 지면에 신용 발행일은 2월 2일). 지금까지는 시리어스 지향의 작품이 많았지만 이것은 "개그 만화의 후지코 후지오"로 널리 인정된다. 이 시기에는 주간 소년 킹 후타군을 주간 소년 매거진에 유군(이쪽도 후지코 후지오와 스튜디오 제로의 명의)을 연재하고 있고 후지코 후지오로 주간 3개의 잡지에 동시 연재되었다.
이에 이어 파만(후지모토), 꾸러기 닌자 토리(아비코), 몬스터왕자 몽짱(아비코), 21에몽(후지모토), 우메보시 덴카(후지모토) 등 현재에도 잘 알려진 만화들이 속속 발표되고 또한 애니메이션화되었다.

## 수상 경력
- 제8회(쇼와 37년도) 쇼가쿠칸 만화상 수상(『스스메 로보켓』『테부코롯테짱』)
- 제27회(쇼와 56년도) 쇼가쿠칸 만화상 아동 부문 수상(『도라에몽』)

## 후지코 후지오의 작품
후지모토 히로시와 아비코 모토오 공동. 각각 단독으로 집필한 것에 대해서는 후지코 F. 후지오와 ja:藤子不二雄A(해당 문서는 한국판에도 있으나 한국판의 경우 작품 목록은 없음) 문서를 참고하십시오.

### 만화
초기 작품으로
- 천사의 타마짱 (1951-52년)
- 있는 일본인 유학생의 로마 소식 (1954년)
- 바다의 왕자 (1959-61년)
- 별의 아이 건 (1961년)
- 명견 탄탄 (1965-68년)
- 친타라 신짱 (1967-68년)
- 센베에 (1971-72년)

등이 있다.
UTOPIA 마지막 세계대전
1953년(쇼와 28년)에 쓰루 서점에서 아시즈카 후지오 명의로 출판된다. 후지코 후지오의 첫 단행본화된 작품.
바다의 왕자
1959년 ~ 1964년에 『주간 소년 선데이』등에 연재된다. 후지코 후지오 최초의 주간지 연재 만화.
오바케의 Q 타로
1964년 ~ 1966년, 1971년 ~ 1974년에 주간 소년 선데이 등에 연재된다.
오오하라네 집에 오게 된 한 마리의 오바케인 Q타로가 일으키는 소동을 그린 생활 개그 만화. 세 차례에 걸쳐 애니메이션화되었다(1965년 ~ 1967년, 1971년 ~ 1972년, 1985년 ~ 1987년).
1965년 ~ 1967년에 연재된 가운데 일부는 합작이 아니라 후지모토 혼자서 그린 작품도 있다. 1965년 ~ 1967년의 주간 소년 선데이 연재분은 이시노모리 쇼타로도 일부 작화에 참여하고 있다. 1971년 ~ 1974년에 연재된 작품은 후지모토가 대부분을 다루고 아비코는 일부 작화 이외에는 관여하지 않은 것으로 알려졌다.
센베에
1971년 ~ 1972년에 주간 소년 선데이에 연재된다.
미숙한 선인인 센베에가 100년 후인 현대에 돌아와 동생의 증손자인 미네노네 집에 얹혀 살면서 소동을 일으키는 개그 만화. 스토리와 배경의 작화를 후지모토가, 캐릭터의 작화를 아비코가 담당했다.

### 카메오
- 파만 - 『꾸러기 닌자 토리』에서는 F의 작품인 파만이 출연했다.

## 어시스턴트
- 다나카 미치아키
- 에비하라 다케시[10]
- 가타쿠라 요우지[11]
- 다카야 겐지 (치프 어시스턴트)
- 무기와라 신타로 (1993년(헤이세 5년)부터 치프 어시스턴트)
- 아베 준지
- 요시다 다다시
- 다케무라 요시히코
- 시노다 히데오
- 미타니 유키히로
- 무라타 히로시
- 하츄 루이

## 같이 보기
- 후지코 후지오의 애니메이션 역사
- 케로로 군조 - 저자인 요시자키 미네는 『도라에몽』의 영향을 받아 만화가를 목표로 하고 있어 "후지코 작품에 없는 작품의 배색"을 생각한 결과, 본작의 주인공인 케로로를 녹색으로 했다고 한다.
- 20세기 소년 - 후지코 후지오를 모델로 한 "우지코우지오"라는 만화가 콤비가 등장.
- 비블리아 고서당 사건 수첩

## 후지코 후지오 연구를 다룬 책
- 하마다 유스케 (저) 『후지코 F. 후지오론』ISBN 4835518748
- 요네자와 요시히로 (저) 『후지코 후지오론 - F와 A의 방정식』ISBN 4309265499